# Epilissus micheli
Epilissus micheli là một loài bọ cánh cứng trong họ Bọ hung (Scarabaeidae).